# Maxomys surifer
Maxomys surifer là một loài động vật có vú trong họ Chuột, bộ Gặm nhấm. Loài này được Miller mô tả năm 1900.